# Zeewolde
Zeewolde este o comună și o localitate în provincia Flevoland, Țările de Jos.